# 인천항시설관리센터
인천항시설관리센터(仁川港施設管理-)는 인천항국제여객터미널과 인천항연안여객터미널의 시설관리, 운영과 건물의 종합관리운영업무를 담당하기 위해 설립된 사단법인이다. 인천광역시 연수구 국제항만대로326번길 57 (송도동)에 위치하고 있다. 인천항부두관리공사 민영화 이후 출범한 사단법인이다.

## 연혁
- 1972년 4월 28일: 인천항부두관리협회 설립
- 1972년 6월 7일: 보세구역 관리인으로 지정
- 1985년 3월 19일: 인천항부두관리공사로 개편
- 1992년 2월 12일: 항만관리법인으로 지정 (항만법 제70조)
- 2008년 1월 1일: 시설, 화물관리 법인으로 기능 재정립 (경비부분 분리)
- 2009년 7월 1일: 공기업 선진화 정책에 의거 여객터미널 운영관리 전문회사인 (주)인천항여객터미널 법인 신규 설립운영
- 2013년 12월 23일: (사)인천항여객터미널관리센터 설립 허가
- 2013년 12월 30일: 항만관리법인 지정
- 2014년 1월 1일: (사)인천항여객터미널관리센터 출범
- 2016년 4월 7일: (사)인천항시설관리센터로 법인명칭 변경